# Microrhopala xerene
Microrhopala xerene is een keversoort uit de familie bladkevers (Chrysomelidae). De wetenschappelijke naam van de soort werd in 1838 gepubliceerd door Edward Newman.